# Vladimir Ivanovitsj Istomin

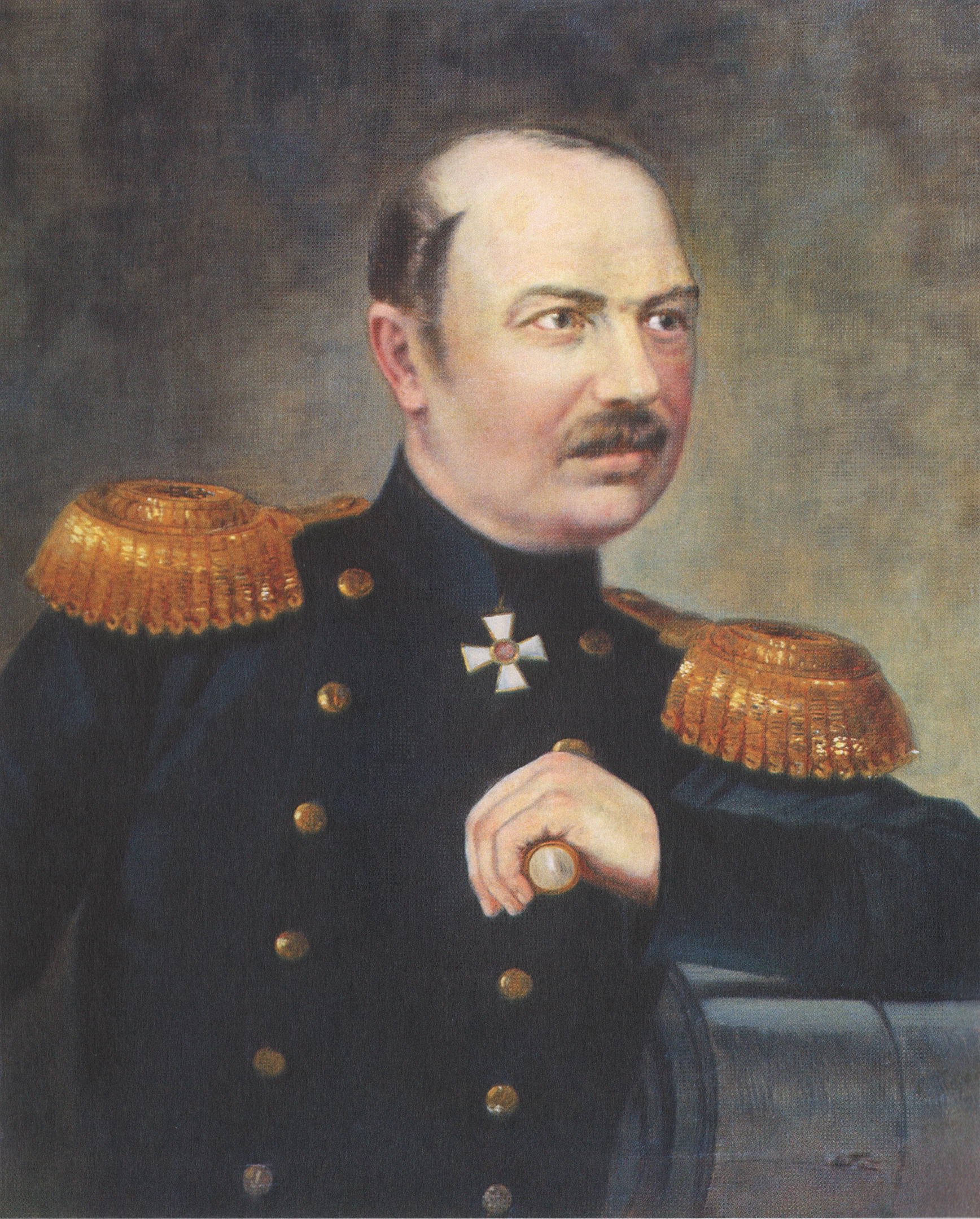
Vladimir Istomin

Vladimir Ivanovitsj Istomin (Russisch: Владимир Иванович Истомин) (1809 – Sebastopol, 7 maart 1855) was een admiraal van de Keizerlijke Russische Marine die sneuvelde tijdens het Beleg van Sebastopol.
Zijn vader was de secretaris van de minister van justitie. Konstantin had twee broers die ook admiraals werden: Pavel Ivanovitsj Istomin en Konstantin Ivanovitsj Istomin.
Op 14 jaar ging Vladimir Istomin studeren aan het College van de Marine en in 1827 studeerde hij af. In hetzelfde jaar vocht hij in de Slag bij Navarino en later in de blokkade van de Dardanellen. In 1836 werd Istomin overgeplaatst van de Baltische Vloot naar de Zwarte Zeevloot. In 1850 kreeg hij het bevel over het  slagschip Paris (Париж) dat in 1853 deelnam aan de Slag bij Sinop. Tijdens de belegering van Sebastopol was Vladimir Istomin verantwoordelijk voor de verdediging van de  Malachov-koergan (Малахов курган) en de redoute erbij. Hij werd daar gedood door eigen vuur, een kanonskogel van de Kamtsjatka redoute.
- Virtual International Authority File: 97144648397333174297